# راندال إس. نوكس
راندال إس. نوكس (بالإنجليزية: Randall S. Knox)‏ هو شخصية أعمال ومحامي وسياسي أمريكي، ولد في 30 أغسطس 1949. حزبياً، نشط في الحزب الجمهوري. وقد انتخب عضو جمعية ولاية ويسكونسن.